# Deh-e Mowlā
Deh-e Mowlā (persiska: ده مولا, دِهِ مُلّا, دِه مُولا) är en ort i Iran.   Den ligger i provinsen Markazi, i den centrala delen av landet, 300 km sydväst om huvudstaden Teheran. Deh-e Mowlā ligger 2 226 meter över havet och antalet invånare är 105.
Terrängen runt Deh-e Mowlā är lite kuperad. Runt Deh-e Mowlā är det ganska tätbefolkat, med 129 invånare per kvadratkilometer. Närmaste större samhälle är Hendūdūr, 10,1 km öster om Deh-e Mowlā. Trakten runt Deh-e Mowlā består i huvudsak av gräsmarker.